# Elpida (Sängerin)
Elpida (eigentl.: Elpida Karayiannopoulou, griech.: Ελπίδα Καραγιαννοπούλου, * 1. Oktober 1949 in Spercheiada) ist eine griechische Sängerin.

## Leben und Wirken
Von Kindheit an beschäftigte sie sich mit Musik und zog mit 14 Jahren zusammen mit ihren Brüdern nach Athen. Während sie dort später ein Topografie-Studium begann, wurde sie Sängerin eines Orchesters. 1972 debütierte sie als Solosängerin beim Thessaloniki Music Festival mit dem Song "Den Ton Eida" (Δεν τον είδα) was ihr große Aufmerksamkeit brachte. Sie nahm in den nächsten drei Jahren an 13 internationalen Songwettbewerben teil, beim Internationalen Songfestival von Viña del Mar im chilenischen Viña del Mar erreichte sie Platz 1 im Jahr 1975.
Sie wurde ausgewählt, Griechenland beim Eurovision Song Contest 1979 in Jerusalem zu vertreten. Ihr Titel Sokrati schaffte es auf Platz 8. Bei Eurovision Song Contest 1986 nahm sie erneut teil, diesmal für Zypern. Mit dem Popsong Tora Zo wurde sie Letzte.
Ihre Punkte kamen aus:
- Jugoslawien: – 3 Punkte
- Irland: – 1 Punkt

## Diskografie
Alben
- 1972: Den Ton Eida
- 1973: Elpida
- 1975: Koita To Fos
- 1975: Epi Skinis
- 1976: Elpida
- 1978: Borei
- 1979: Sokrati
- 1979: Elpida
- 1981: Me Tin Elpida
- 1983: Me Logia Apla
- 1987: Flas
- 1989: Ela na Paizoume
- 1990: Tragoudontas Tis Epohes, 10
- 1990: Selida 16
- 1992: To Palio Na Legetai
- 1994: Mes Sti Nihta Hathika
- 1995: To Lathos Kai To Pathos